# Kiff (série télévisée d'animation)
Pour les articles homonymes, voir Kiff (homonymie).
Production
Diffusion
Kiff est une série télévisée d'animation canado-américaine créée par Lucy Heavens et diffusée depuis le 10 mars 2023 sur Disney Channel.
La série diffusée depuis le 4 septembre 2023 sur Disney Channel Belgique, et 9 septembre 2023 sur Disney Channel France, et 2 mars 2024 sur La Chaîne Disney.

## Synopsis
La série se déroule à Table-Ville, un endroit montagneux habité par des créatures et des animaux magiques. Elle est centrée sur les aventures de Kiff, un jeune écureuil optimiste dont les meilleures intentions mènent souvent au chaos le plus complet, et de son meilleur ami Barry, un lapin doux et tendre, qui prennent la ville d'assaut avec leurs aventures sans fin et leur joie de vivre,.

## Personnages

### Principaux
- Kiff Chatterley (voix de Kimiko Glenn[4]) - une jeune écureuil optimiste qui est le protagoniste de la série. Son pseudonyme sur Internet est " Kifftastic4 " sur Table Toob. Dans "Surnoms", il est révélé que "Kiff" n'est que son surnom.
- Barrington "Barry" Augustus Buns III (voix de H. Michael Croner[4]) - un lapin doux et tendre qui est le meilleur ami de Kiff.

### Récurrents
- Martin Chatterley (voix de James Monroe Iglehart) - Le père de Kiff, un esprit étroit qui adore le jus d'orange. Son pseudonyme sur Internet est "SmartyPrance116" sur Table Toob.
- Beryl Chatterley (voix de Lauren Ash) - La mère de Kiff.
- Mary Buns (voix de Rachel House) - La mère chaleureuse et gentille de Barry.
- Terri Buns (connue professionnellement sous le nom de Terri Two-Bowls) (interprétée par Nichole Sakura) : sœur aînée de Barry et influenceuse sur les réseaux sociaux.
- Harry Buns (connu professionnellement sous le nom de DJ Onze Trente (DJ 11:30 en VO)) (voix de Josh Johnson) - Le grand frère de Barry, qui veut devenir DJ.
- Kristophe Buns - Le petit frère à une oreille de Barry.
- Monsieur Le Principal (Principal Secretary en VO) (voix de Nic Smal) - un oiseau secrétaire à l'accent sud-africain qui est le directeur de l'école de Kiff et Barry.
- Helen (voix de Lucy Heavens) - une sorcière excentrique et égoïste qui est le professeur de théâtre de Kiff et Barry.
- Miss Deer Teacher (voix de Deedee Magno) - une biche qui est le professeur de Kiff et Barry. Elle était comédienne avant de devenir enseignante.
- Pawva (voix de Katie Crown) : la serveuse de bar de la ville.
- Trollie (voix de Rhys Darby) - un troll qui vit sous le pont de la ville.
- Chandelle Fox (Candle Fox en VO) (voix de Vella Lovell) - élève populaire de la classe de Kiff et Barry et fille de Roy. Elle est à la tête de son propre groupe appelé les "Abras" (jeu de mots sur les candélabres).
- Roy Fox (voix d'Eric Bauza) - producteur de télévision et père de Candle.
- Gareth, Darryn et Trevor (voix de Tom Kenny) - les camarades de classe de Kiff et Barry.
- Reggie (voix d'Eric Bauza) - un raton laveur de la classe de Kiff.

### Invités
- Mlle Moufflé (voix d'Aparna Nancherla) - Une girafe-bibliothécaire qui dirige la bibliothèque locale de Table Town. Elle a tendance à devenir un peu psychopathe chaque fois qu'elle entend quelqu'un dire qu'elle est une "méchante" ou lui poser des questions qui l'offensent personnellement, comme "Peut-être pourriez-vous baisser de quelques crans le niveau de vos chuchotements".

## Distribution

### Voix françaises
Sauf indication contraire ou complémentaire, les informations mentionnées dans cette section proviennent du générique de fin de l'œuvre audiovisuelle présentée ici.
- Cerise Calixte : Kiff
- Donald Reignoux : Barry
- Marie-Eugénie Maréchal : Beryl
- Xavier Fagnon : Martin
- Gauthier Battoue : Le Proviseur et voix additionnelles
- Amandine Hauguel : Darryn, Renée
- Marie-Laure Dougnac : Helen
- Grégory Lerigab : Philipo Pottin et voix additionnelles
- Nathan Mansuy : Reggie
- Frédéric Philippe : Billiam
- Jessy Dubuis : Trevor
- Léana Montana : Patty
- Tanguy Goasdoué : Glarbin, Roy Fox
- Ludivine Maffren : Chandelle

Adaptation VF des chansons : Marc Bacon
Direction Musicale VF des chansons : Patrick Taieb
Adaptation VF des dialogues : Célestine Perret - Marc Bacon - Margaux Létang
version française réalisé par la société de doublage Dubbing Brothers, sous la direction artistique d'Alexis Tomassian

## Épisodes

### Saison 1 (2023-2024)
| №  | #  | Titre français                           | Titre original                            | Première diffusion | Première diffusion | Première diffusion | Première diffusion | Code de production |
| -- | -- | ---------------------------------------- | ----------------------------------------- | ------------------ | ------------------ | ------------------ | ------------------ | ------------------ |
| 1  | 1  | Soif de gloire                           | Thirst to Be the First                    | 10 mars 2023       | 21 août 2023       | 4 septembre 2023   | 9 septembre 2023   | 101                |
| 1  | 1  | Le quatrième au bain                     | The Fourth Bath                           | 10 mars 2023       | 21 août 2023       | 4 septembre 2023   | 9 septembre 2023   | 101                |
| 2  | 2  | La fête aquatique                        | Pool Party                                | 10 mars 2023       | 22 août 2023       | 5 septembre 2023   | 9 septembre 2023   | 102                |
| 2  | 2  | Road trip                                | Road Trip                                 | 10 mars 2023       | 22 août 2023       | 5 septembre 2023   | 9 septembre 2023   | 102                |
| 3  | 3  | DJ Onze Trente                           | Brunch DJ                                 | 11 mars 2023       | 23 août 2023       | 6 septembre 2023   | 10 septembre 2023  | 103                |
| 3  | 3  | Un été à la mairie                       | Career Day                                | 11 mars 2023       | 23 août 2023       | 6 septembre 2023   | 10 septembre 2023  | 103                |
| 4  | 4  | Les cinq pigeons de l'acapellapocalypse  | The Five Pigeons of the Acapellapocalypse | 11 mars 2023       | 24 août 2023       | 7 septembre 2023   | 10 septembre 2023  | 104                |
| 4  | 4  | La dernière goutte de Judo               | Leave a Little Juice                      | 11 mars 2023       | 24 août 2023       | 7 septembre 2023   | 10 septembre 2023  | 104                |
| 5  | 5  | Barry au Lycée                           | Big Barry on Campus                       | 11 mars 2023       | 25 août 2023       | 8 septembre 2023   | 16 septembre 2023  | 105                |
| 5  | 5  | Club de lecture                          | Club Book                                 | 11 mars 2023       | 25 août 2023       | 8 septembre 2023   | 16 septembre 2023  | 105                |
| 6  | 6  | Le mix de Kiff                           | Kiff's Mix                                | 11 mars 2023       | 28 août 2023       | 11 septembre 2023  | 16 septembre 2023  | 106                |
| 6  | 6  | Kiff à l'école de pilotage               | Kiff's on a Plane                         | 11 mars 2023       | 28 août 2023       | 11 septembre 2023  | 16 septembre 2023  | 106                |
| 7  | 7  | Mon ami Farley                           | Farley                                    | 1er avril 2023     | 29 août 2023       | 12 septembre 2023  | 17 septembre 2023  | 107                |
| 7  | 7  | Deux hot-dogs pour le prix d'un          | Two for One Hot Dogs                      | 1er avril 2023     | 29 août 2023       | 12 septembre 2023  | 17 septembre 2023  | 107                |
| 8  | 8  | La fête de la mi-Année                   | Halfway There Day                         | 1er avril 2023     | 30 août 2023       | 13 septembre 2023  | 17 septembre 2023  | 108                |
| 8  | 8  | Prisonnier de la harpe                   | Be Still My Harp                          | 1er avril 2023     | 30 août 2023       | 13 septembre 2023  | 17 septembre 2023  | 108                |
| 9  | 9  | Joyeux amiversaire                       | Friendiversary                            | 8 avril 2023       | 31 août 2023       | 14 septembre 2023  | 23 septembre 2023  | 109                |
| 9  | 9  | Ça, c'est Table Town                     | Totally Table Town                        | 8 avril 2023       | 31 août 2023       | 14 septembre 2023  | 23 septembre 2023  | 109                |
| 10 | 10 | Le principal danse en chaussettes        | Principal Dance Socks                     | 12 avril 2023      | 1er septembre 2023 | 15 septembre 2023  | 30 septembre 2023  | 110                |
| 11 | 11 | Chapeau                                  | Hat                                       | 12 avril 2023      | 13 mai 2024        | 22 janvier 2024    | 24 septembre 2023  | 111                |
| 11 | 11 | Objet trouvé                             | Lost and Found                            | 12 avril 2023      | 13 mai 2024        | 22 janvier 2024    | 24 septembre 2023  | 111                |
| 12 | 12 | Deux vérités et un lapin                 | Two Truths and a Bunny                    | 29 avril 2023      | 14 mai 2024        | 23 janvier 2024    | 1er octobre 2023   | 112                |
| 12 | 12 | Surnoms                                  | Nicknames                                 | 29 avril 2023      | 14 mai 2024        | 23 janvier 2024    | 1er octobre 2023   | 112                |
| 13 | 13 | La mélodie d'Helen                       | The Sound Of Helen                        | 6 mai 2023         | 15 mai 2024        | 24 janvier 2024    | 7 octobre 2023     | 113                |
| 13 | 13 | Les joies du supermarché                 | Weekly Grocery Shop                       | 6 mai 2023         | 15 mai 2024        | 24 janvier 2024    | 7 octobre 2023     | 113                |
| 14 | 14 | La tartine                               | Friendship In The Time Of Cheese Caves    | 13 mai 2023        | 16 mai 2024        | 25 janvier 2024    | 8 octobre 2023     | 114                |
| 14 | 14 | D'amour et d'eau de rose                 | Soup Opera                                | 13 mai 2023        | 16 mai 2024        | 25 janvier 2024    | 8 octobre 2023     | 114                |
| 15 | 15 | Au centre commercial                     | Mall Leader                               | 20 mai 2023        | 17 mai 2024        | 26 janvier 2024    | 14 octobre 2023    | 115                |
| 15 | 15 | Art du loup fantôme                      | Ghost Wolf's Art                          | 20 mai 2023        | 17 mai 2024        | 26 janvier 2024    | 14 octobre 2023    | 115                |
| 16 | 16 | Tout droit sorti de chez Mamie           | Fresh Outta Grandmas                      | 17 juin 2023       |                    | 29 janvier 2024    | 15 octobre 2023    | 116                |
| 16 | 16 | Maybe-Sitting                            | Maybe-Sitting                             | 17 juin 2023       |                    | 29 janvier 2024    | 15 octobre 2023    | 116                |
| 17 | 17 | Remuage Quotidien                        | Everyday I'm Riddlin' Riddlin'            | 24 juin 2023       | 20 mai 2024        | 30 janvier 2024    | 21 octobre 2023    | 117                |
| 17 | 17 | Vie Intérieure                           | Life On The Inside                        | 24 juin 2023       | 20 mai 2024        | 30 janvier 2024    | 21 octobre 2023    | 117                |
| 18 | 18 | Livraisons bizarres                      | Weird Delivery                            | 1er juillet 2023   | 21 mai 2024        | 16 février 2024    | 22 octobre 2023    | 118                |
| 18 | 18 | Idées sans papa                          | No Dad Ideas                              | 1er juillet 2023   | 21 mai 2024        | 16 février 2024    | 22 octobre 2023    | 118                |
| 19 | 19 | La salle des profs                       | Faculty Lounge                            | 8 juillet 2023     | 22 mai 2024        | 21 mai 2024        | 7 janvier 2024     | 119                |
| 19 | 19 | Assistante Personnelle                   | Personal Assistant                        | 8 juillet 2023     | 22 mai 2024        | 21 mai 2024        | 7 janvier 2024     | 119                |
| 20 | 20 | La fête d'Halloween de Trevor            | Trevor's Rockin Halloween Bash            | 29 septembre 2023  | 23 mai 2024        | 22 mai 2024        |                    | 120                |
| 21 | 21 | Un vœu pour deux                         | I Like to Move It!                        | 7 octobre 2023     | 8 juillet 2024     | 23 mai 2024        | 14 janvier 2024    | 121                |
| 21 | 21 | Au-delà du Mur                           | Hive Got an Idea                          | 7 octobre 2023     | 8 juillet 2024     | 23 mai 2024        | 14 janvier 2024    | 121                |
| 22 | 22 | Pas touche à la dent                     | You Can't Handle the Tooth!               | 14 octobre 2023    | 9 juillet 2024     | 24 mai 2024        | 21 janvier 2024    | 122                |
| 22 | 22 | Gaffes à tout prix                       | Blooper Quest                             | 14 octobre 2023    | 9 juillet 2024     | 24 mai 2024        | 21 janvier 2024    | 122                |
| 23 | 23 | Quand on tond on tond                    | When You Mow You Mow                      | 21 octobre 2023    | 10 juillet 2024    | 27 mai 2024        | 18 février 2024    | 123                |
| 23 | 23 | La crise de maturité de Harry            | Harry's Maturity Crisis                   | 21 octobre 2023    | 10 juillet 2024    | 27 mai 2024        | 18 février 2024    | 123                |
| 24 | 24 | Humeurs débiles                          | Silly Moods                               | 28 octobre 2023    | 11 juillet 2024    | 28 mai 2024        | 25 février 2024    | 124                |
| 24 | 24 | Chatterley Vs Chatterley                 | Chatterley vs Chatterley                  | 28 octobre 2023    | 11 juillet 2024    | 28 mai 2024        | 25 février 2024    | 124                |
| 25 | 25 | L'Écureuil part en chasse                | Hungee Squirrel                           | 4 novembre 2023    | 12 juillet 2024    | 29 mai 2024        | 3 mars 2024        | 125                |
| 25 | 25 | La Malédiction de l'amitié               | Foreverangees                             | 4 novembre 2023    | 12 juillet 2024    | 29 mai 2024        | 3 mars 2024        | 125                |
| 26 | 26 | Plus de neige, plus de ketchup           | Snow More Ketchup                         | 11 novembre 2023   | 15 juillet 2024    | 02 septembre 2024  | 10 mars 2024       | 126                |
| 26 | 26 | Kiff et Barry vont au bal de fin d'année | Kiff and Barry Go To Prom                 | 11 novembre 2023   | 15 juillet 2024    | 02 septembre 2024  | 10 mars 2024       | 126                |
| 27 | 27 | Kiff est douée en sport                  | Kiff Is Good at Sports                    | 20 janvier 2024    | 16 juillet 2024    | 03 septembre 2024  | 20 mai 2024        | 127                |
| 27 | 27 | Les colocataires                         | Mushroommates                             | 20 janvier 2024    | 16 juillet 2024    | 03 septembre 2024  | 20 mai 2024        | 127                |
| 28 | 28 | Helen directrice                         | Principal Helen                           | 27 janvier 2024    | 17 juillet 2024    | 04 septembre 2024  | 20 mai 2024        | 128                |
| 28 | 28 | F comme Fesses                           | Dial B for Butt                           | 27 janvier 2024    | 17 juillet 2024    | 04 septembre 2024  | 20 mai 2024        | 128                |
| 29 | 29 | L'oncle Pat                              | Fun Uncle Pat                             | 3 février 2024     | 18 juillet 2024    | 05 septembre 2024  | 20 mai 2024        | 129                |
| 29 | 29 | L'évasion de Kiff                        | Kiff Escape!                              | 3 février 2024     | 18 juillet 2024    | 05 septembre 2024  | 20 mai 2024        | 129                |
| 30 | 30 | Journée à la plage                       | Beach Day                                 | 10 février 2024    | 19 juillet 2024    | 06 septembre 2024  | 20 mai 2024        | 130                |
| 30 | 30 | Barry apprend à nager                    | Sun’s Out Buns Out                        | 10 février 2024    | 19 juillet 2024    | 06 septembre 2024  | 20 mai 2024        | 130                |

## Production

### Développement
Le 17 juin 2021, lors du Festival international du film d'animation d'Annecy, il est annoncé que Lucy Heavens et Nic Smal développaient une série animée intitulée Kiff. Selon le duo, la série est inspirée de leurs expériences de jeunesse au Cap, en Afrique du Sud.
Lucy Heavens décrit Kiff comme une série "sur un enfant qui vit avec ses parents et va à l'école" dont la comédie se concentre sur le monde et les personnages présentés. Meredith Roberts, vice-présidente senior de l'animation de Disney Channel, déclare : "Lucy et Nic sont une équipe créative brillante qui a produit une série fraîche et drôle avec des images vibrantes qui aident à donner vie à l'amitié entre un écureuil et un lapin d'une manière unique".
La série est produite par Disney Television Animation et Titmouse, Inc., Kent Osborne étant coproducteur et rédacteur en chef,, et Winnie Chaffee productrice. Elle comprend des épisodes de 22 minutes, composés de deux segments de 11 minutes,. Edward Mejia, un cadre de Disney, supervise la série.

### Musique
La série comporte un numéro musical original par épisode,.

### Animation
Outre la coproduction, Titmouse, Inc. fournit également l'animation de la série,.

### Diffusion
Kiff fait sa première apparition simultanément sur Disney Channel et Disney XD le 10 mars 2023, les 6 premiers épisodes de la série étant diffusés sur Disney+ un jour plus tard,. En juin 2022, il est annoncé que la première saison de la série comporterait 30 épisodes de 22 minutes.